# Emmanouíl Tsouderós
Emmanouíl Tsouderós (en grec moderne : Εμμανουήλ Τσουδερός) est un homme politique grec et un gouverneur de la Banque centrale de Grèce.

## Biographie
Né en 1882 à Rethymnon en Crète, il étudie l'économie en Grèce et à l'étranger. À son retour en Crète, il est élu député de l'Assemblée de Crète. Après l'union de la Crète à la Grèce ("Ενωσις"), il est député au parlement hellénique, puis est ministre des transports du gouvernement Venizélos et ministre des finances du gouvernement de Themistoklís Sofoúlis. 
Pendant la dictature de Ioánnis Metaxás, il est arrêté le 30 juin 1938, après avoir tenté de chercher le soutien britannique pour renverser le régime,. Libéré au printemps 1939, Tsouderós demeure suspect aux yeux du régime Metaxás, bien qu'il ait été nommé gouverneur de la Banque centrale de Grèce par Aléxandros Korizís.
En 1941, il succède à Korizís en tant que Premier ministre alors que la Wehrmacht marche sur Athènes. Avec le roi Georges II, il part pour la Crète, jusqu'à l'invasion de l'île par les Allemands. Le gouvernement s'enfuit alors au Moyen-Orient puis en Égypte. Tsouderós dirige le gouvernement en exil depuis Londres puis du Caire jusqu'en 1944. Il continue à occuper divers postes pendant le mandat de Sophoklís Venizélos et après la Seconde Guerre mondiale, jusqu'à sa mort en 1956 en Italie.